# Walther PPS
PPS ist die Bezeichnung einer Selbstladepistole des deutschen Waffenherstellers Carl Walther GmbH. PPS steht hierbei für PolizeiPistole Schmal. Sie hat nahezu die gleichen Abmessungen wie die Walther PPK, hat aber aufgrund des größeren Kalibers eine größere zielballistische Wirkung.

## Abzug
Der Abzug ist als „Double-Action-Only“, also als Spannabzug mit vorgespanntem Schlagbolzen ausgeführt.

## Magazinkapazitäten
Die unterschiedlichen Magazinkapazitäten mit den nur geringen Abweichungen von je einer Patrone kommen durch die unterschiedlichen, das Griffstück verlängernden Magazinböden zustande. So ist es möglich, die Waffe unterschiedlichen Handgrößen individuell anzupassen und das Maximum des vorhandenen Platzes für die Munition zu nutzen.

## Modellvarianten
Neben der Basisvariante der Walther PPS wird auch eine Sammlervariante, die First Edition und die PPS Police gefertigt.
2016 wurde zudem die PPS M2 vorgestellt. Sie besitzt im Gegensatz zum Auslösehebel der M1 einen traditionellen Magazinauslöseknopf am Griffstück. Darüber hinaus wurde das Griffstück selbst angepasst; es trägt nun das „Hi-Grip“-Design der Walther P99Q, wie auch bereits die Walther PPQ und (in verkürzter Form) die Walther CCP.
Der Verschluss der PPS M2 wurde ebenfalls überarbeitet. So finden sich nun vorne am Verschluss zusätzliche Griffflächen und der Schriftzug „PPS“ wurde neu designt.